# Revolta dels Països Baixos
La revolta dels Països Baixos (1566 o 1568–1648) va ser la revolta triomfant de les set províncies septentrionals dels Països Baixos, principalment protestants, contra el rei catòlic i romà Felip II, sobirà hereditari de les províncies. Les províncies meridionals, inicialment, es van unir a la revolta, però finalment es van sotmetre a Espanya.
El "xoc cultural" religiós va anar provocant gradualment, però inexorablement, explosions de violència contra el què es percebia com la repressió de la corona dels Habsburg. Aquestes tensions van acabar provocant la creació de la República neerlandesa independent, essent el seu primer capitost Guillem d'Orange, seguit per diversos dels seus descendents i amics. Aquesta rebel·lió va ser una de les primeres secessions acabades amb èxit a Europa, a més de convertir-se en una de les primeres repúbliques europees de l'època moderna, les Províncies Unides.
El rei Felip II, en un primer instant, va aconseguir reprimir la revolta. El 1572, no obstant, els rebels van capturar Brielle, provocant que la rebel·lió resorgís amb més força. Les províncies del nord es van convertir en independents, primer el 1581 de facto, i després, el 1648, de iure. En el transcurs de la revolta, les Províncies Unides dels Països Baixos, més conegudes com la República neerlandesa, van créixer mol depressa, convertint-se aviat en un poder mundial gràcies a la seva flota comercial, experimentant un període de riquesa econòmica, científica i cultural. Els Països Baixos del sud (situats en els actuals estats de Bèlgica, Luxemburg, el nord de França i el sud dels Països Baixos) van mantenir-se sota domini espanyol. El govern impositiu exercit pels Habsburgs al sud va provocar que bona part de l'elit financera, intel·lectual i cultural emigrés al nord, contribuint així a l'èxit de la República neerlandesa. Els neerlandesos van imposar un bloqueig molt rígid a les províncies meridionals, prevenint així que el gra del bàltic alleugés la fam que regnava a les ciutats del sud, principalment entre 1587 i 1589. Cap al final de la guerra, el 1648, bona part de les terres dels Països Baixos del sud havien estat ocupades per França, que durant la dècada de 1630 s'havia aliat amb la República neerlandesa contra Espanya, comandada pel Cardenal Richelieu i el monarca Lluís XIII.
La primera fase del conflicte es pot considerar la Guerra de la Independència dels Països Baixos. L'epicentre de la fase posterior era aconseguir reconeixement oficial de la ja independència de facto de les Províncies Unides. Aquesta fase coincideix amb l'auge de la República neerlandesa com a potència mundial i la fundació de l'Imperi neerlandès.

## Antecedents

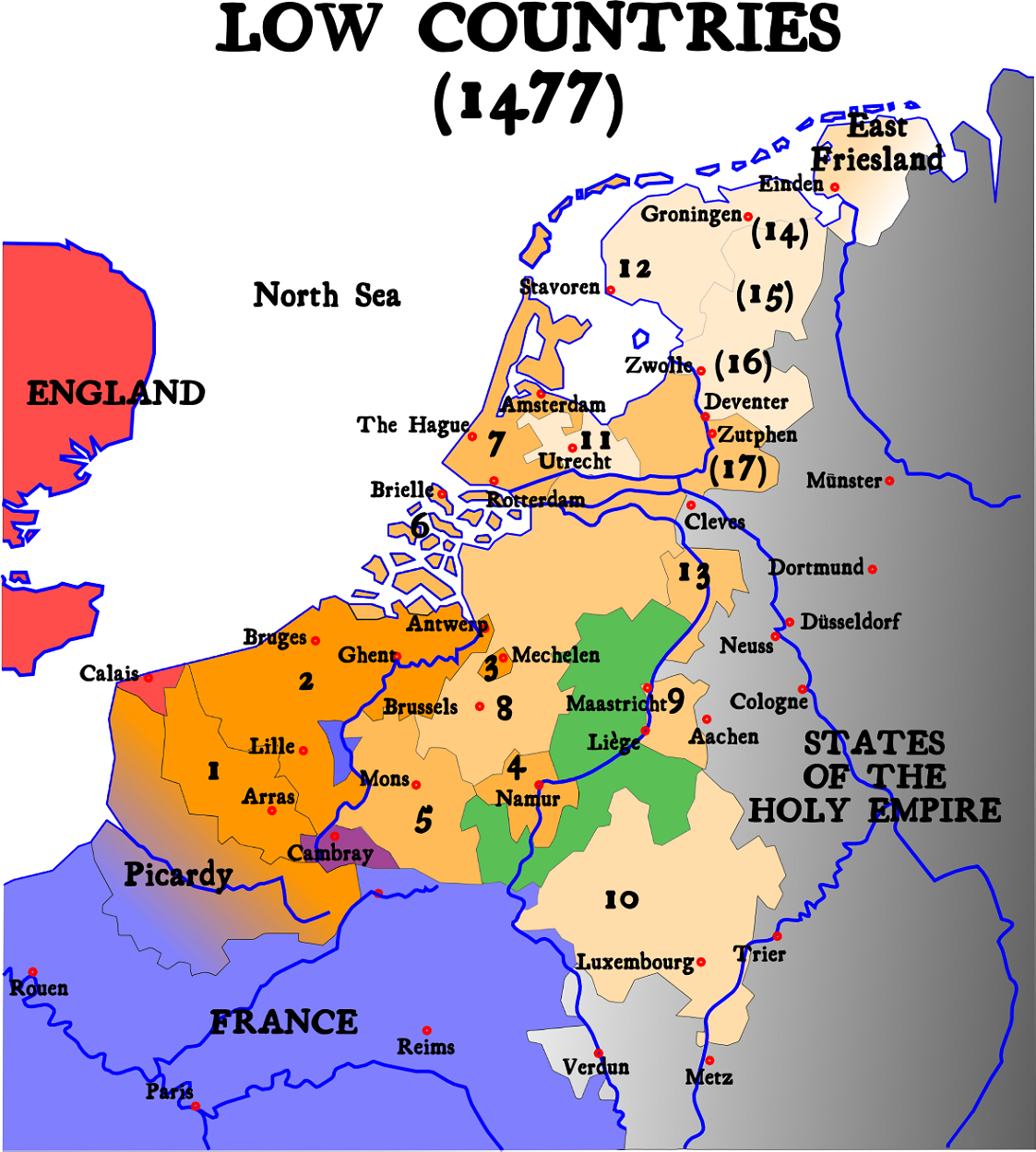
Les Disset Províncies dels Països Baixos abans de la revolta neerlandesa

En un seguit de matrimonis i conquestes, una successió de ducs de Borgonya va expandir el seu territori original afegint-se un conjunt de possessions, incloses les Disset Províncies. Tot i que la pròpia Borgonya havia estat perduda davant França el 1477, els Països Baixos borgonyons encara estaven intactes quan Carles V va néixer a Gant, el 1500. Va créixer als Països Baixos, parlant fluidament en neerlandès, francès, castellà i una mica d'alemany. El 1506, es va convertir en senyor dels estats borgonyons, entre els quals s'hi trobaven els Països Baixos. Així, el 1516 va heretar diversos títols, inclosos els regnes combinats de l'Aragó i Castella i Lleó, els quals s'havien convertit en un imperi mundial gràcies a la colonització espanyola d'Amèrica. El 1519, Carles també es va convertir en líder de l'Imperi Habsburg, aconseguint a més el títol d'Emperador del Sacre Imperi Romanogermànic el 1530. Tot i que Frísia i Gueldre van oferir una resistència prolongada (amb Grutte Pier i Carles d'Egmond, respectivament), virtualment tota la regió dels Països Baixos havia estat incorporada als dominis dels Habsburg a principis de la dècada de 1540.

### Impostos
Flandes havia estat des de feia temps una regió molt rica, cobejada pels reis francesos. Les altres regions dels Països Baixos també s'havien convertit en zones molt desenvolupades i de llarga tradició emprenedora. L'imperi de Carles V s'havia convertit en un imperi mundial amb molts territoris tant a Amèrica com a Europa. Els situats al vell continent, no obstant, es trobaven disseminats per tot el territori. El control i la defensa d'aquestes regions, doncs, estava obstaculitzada per les diferències i les distàncies entre elles. Aquest gran reialme es trobava contínuament en guerra amb els seus veïns al cor d'Europa, principalment contra França en les Guerres d'Itàlia i contra l'Imperi Otomà al mar Mediterrani. A més, també es lluitaven guerres contra prínceps protestants a Alemanya. Així, els neerlandesos pagaven impostos molt elevats per finançar aquestes guerres, tot i que sovint els percebien com innecessaris i, de vegades, perjudicials, ja que anaven dirigits contra els seus socis comercials més importants.

### Protestantisme
Durant el segle xvi, el protestantisme va guanyar terreny molt de pressa al nord d'Europa. Els protestants neerlandesos, després d'una repressió inicial, van ser tolerats per les autoritats locals. Cap a la dècada de 1560, la comunitat protestant s'havia convertit en una influència significant als Països Baixos, tot i que aleshores encara constituïa una minoria. En una societat dependent del comerç, la llibertat i la tolerància eren considerades escencials. Tot i així, Carles V, i a partir del 1555 el seu successor, Felip II, consideraven que era el seu deure derrotar el protestantisme, el qual consideraven una heretgia de l'Església Catòlica, així com una amenaça a l'estabilitat de tot el seu sistema polític jeràrquic. D'altra banda, els intensament moralístics protestants neerlandesos insistien en què la seva visió teològica de la Bíblia, la pietat sincera i l'estil de vida humil eren moralment superior als hàbits luxosos i la religiositat superficial de la noblesa eclesiàstica. Les dures mesures repressives van conduir a l'augment dels greuges als Països Baixos, on els governs locals s'havien embarcat en un curs de coexistència pacífica. Durant la segona meitat del segle, la situació va empitjorar. Felip II va enviar tropes per acabar amb la rebel·lió i tornar a convertir els Països Baixos a la religió catòlica. Tot i que va fracassar en l'intent d'introduir directament la inquisició espanyola, la inquisició dels Països Baixos va ser suficientment dura i arbitrària com per provocar un descontentament rellevant.

### Centralisme

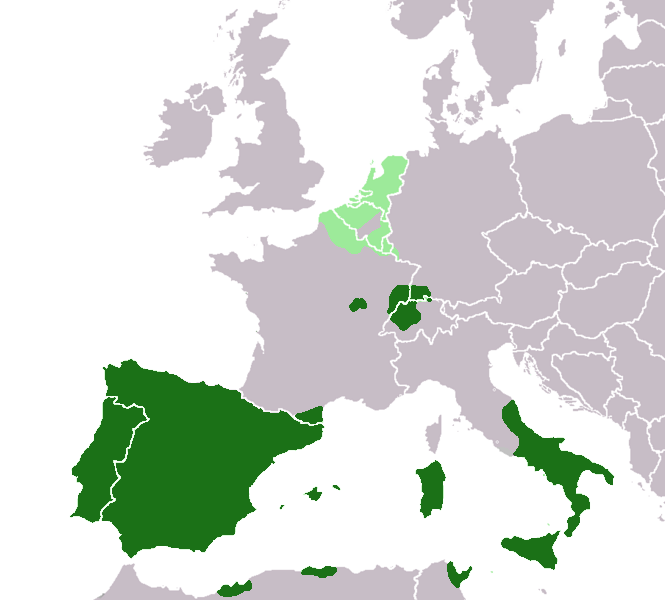
Territoris europeus sota domini de Felip II, al voltant del 1580 (els Països Baixos espanyols en verd clar) en un mapa amb les fronteres actuals.

Una de les conseqüències de la mobilitat de la balança de poder a la fi de l'edat mitjana va ser que, a part de la noblesa local, molts dels funcionaris neerlandesos ja no provenien només de l'aristocràcia local, sinó que provenien de famílies que havien millorat el seu estatus els segles anteriors. Cap al segle xv, Brussel·les s'havia convertit en la capital de facto de les Disset Províncies. Originaris de l'edat mitjana, els districtes neerlandesos, representats per la seva noblesa i els comerciants rics de les ciutats, encara tenien un important grau d'autonomia per designar els seus administradors. Carles V i Felip II van intentar millorar la gestió de l'imperi augmentant l'autoritat del govern central en camps com la llei o els impostos, política que va provocar sospites tant entre la noblesa com entre la classe comerciant. Un exemple d'aquesta política és la presa del poder a la ciutat d'Utrecht, el 1528, quan Carles V va substituir el consell dels gremis, que governava la ciutat, pel seu propi stadtholder, que va passar a gestionar els poders de tota la província des del Bisbat d'Utrecht. Carles V va ordenar la construcció del castell de Vredenburg, edifici poderosament fortificat, per defensar-se del ducat de Gueldre, així com per controlar als ciutadans d'Utrecht.
Sota el govern de Maria d'Hongria (1531–1555), el poder tradicional havia estat, en gran manera, usurpat tant dels stadtholders de les províncies, com de les principals famílies nobiliàries, les quals havien estat substituïdes per juristes professionals al Consell d'Estat.

## Primeres etapes (1555–1572)

### Preludi de la revolta (1555–1568)

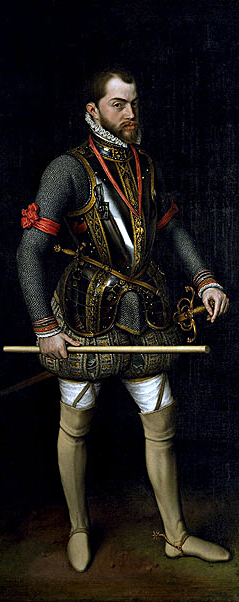
Felip II, rei d'Espanya

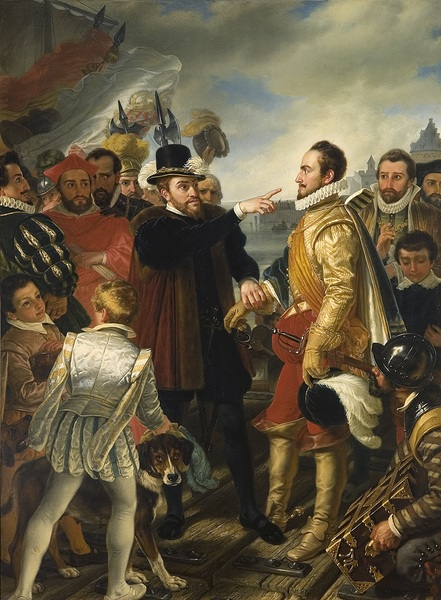
Felip II espantant a Guillem el Silenciós, príncep d'Orange, de Cornelis Kruseman, pintura del. Aquesta escena s'hauria esdevingut a un moll de Vlissingen, quan Felip II va abandonar els Països Baixos.

El 1556 Carles V va passar el tron d'Espanya al seu fill, Felip II. Carles, tot i les seves accions repressives, havia estat un governant qua entenia les necessitats dels Països Baixos. Felip, en canvi, va créixer a Espanya, i no havia après a parlar ni neerlandès ni francès. En el transcurs del govern de Felip, les tensions van anar escalant, principalment pels alts impostos, la persecució del protestantisme i els esforços centralitzadors. El conflicte va anar creixent fins que arribà al punt d'ebullició, provocant que esclatés la guerra d'independència.

### Noblesa en oposició
En un esforç per construir un govern estable i fidel als Països Baixos, Felip II va nomenar governadora a la seva mitja germana Margarida de Parma. Així, també va continuar amb la política iniciada pel seu pare de nomenar membres de l'alta noblesa neerlandesa per formar el Raad van State (Consell d'Estat), el cos governatiu de les disset províncies que aconsellava al governador. També va nomenar cap del Consell a Antoine Perrenot de Granvelle, un dels seus confidents. Tot i així, el 1558 els estats de les províncies dels Estats Generals dels Països Baixos van començar a contradir els desitjos de Felip II atacant les seves propostes impositives. També van demanar, amb un èxit momentani, la retirada de les tropes espanyoles, les quals havien estat desplegades per Felip II per protegir les fronteres meridionals dels Països Baixos, que tocaven amb França, però que veien com un perill per la seva pròpia independència (1559–1561). Les reformes posteriors van xocar amb molta més oposició, la qual va ser dirigida directament a Granvelle. Les peticions al rei Felip II realitzades per l'alta noblesa no rebien resposta. Alguns dels nobles més influents, com ara Lamoral, comte d'Egmont, Filip de Montmorency, comte d'Horne, i Guillem el Taciturn, van retirar-se del Consell d'Estat fins que Felip II no retirés a Granvelle del càrrec.
El 1564, els nobles van prendre consciència del poder creixent del moviment reformista, i van demanar a Felip II que presentés unes mesures realistes per prevenir la violència. Felip II va contestar que les mesures més severes eren l'única resposta possible. Així, Egmont, Horne i Orange van tornar a marxar del Consell, i Bergen i Meghem van renunciar a la seva Stadholdership. Durant aquest període, les protestes religioses augmentaven, tot i que també va augmentar l'opressió. El 1566, una lliga del voltant de 400 membres de la noblesa van presentar una petició a la governadora Margarida de Parma per suspendre la persecució fins que la resta haguessin retornat. Un dels cortesans de Margarida, el comte Berlaymont, va definir la presentació d'aquesta petició com un acte de «pidolatge» (en francès gueux), un nom que van adoptar els propis peticionaris i que es van anomenar des d'aleshores com els Geuzen). La petició va ser enviada, finalment, al mateix Felip II, qui n'havia d'emetre el veredicte final.

### 1566 — Iconoclàstia i repressió

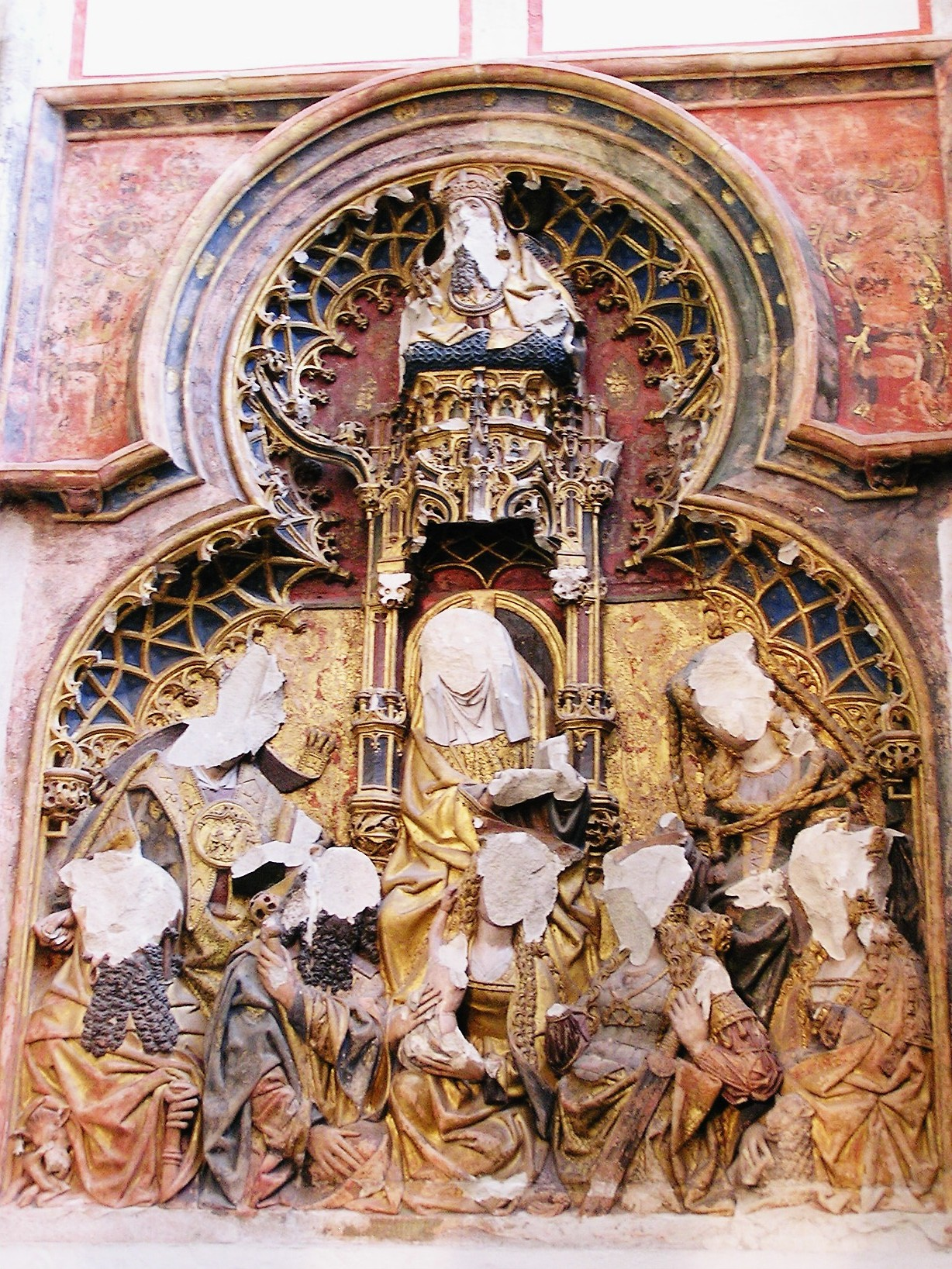
Estàtues en relleu a la Catedral de Sant Martí d'Utrecht, atacada per iconoclastes protestants durant el.

L'atmosfera als Països Baixos era molt tensa, a conseqüència de la revolta, les predicacions dels líders calvinistes, la gana després de la fam de 1565, i les dificultats econòmiques causades per la Guerra Nòrdica dels Set Anys. A principis d'agost del 1566, un monestir de Steenvoorde, a Flandes (actualment situat al nord de França), va ser saquejat per una turba dirigida pel predicador Sebastian Matte. Aquest incident va ser el primer d'un seguit de manifestacions similars a Flandes, i poc després els Països Baixos van convertir-se en l'escenari de la Beeldenstorm, un moviment tumultuós de caràcter iconoclasta dirigit pels calvinistes, els quals entraven en esglésies i altres edificis religiosos per dessacralitzar i destruir l'art eclesiàstic i tot tipus d'elements decoratius de la major part del país. El nombre total de les persones involucrades en la destrucció d'imatges, no obstant, sembla haver estat bastant reduít, i encara avui dia es debat la procedència exacta d'aquest moviment, però, en general, les autoritats locals no van poder controlar el vandalisme. Les accions dels iconoclastes van portar la noblesa en dos camps, amb Orange i d'altres grans oposant-se al moviment, mentre que d'altres, com ara Enric de Brederode, donant-li suport. Fins i tot abans de respondre a una petició dels nobles, Felip II havia perdut control sobre els problemes que afectaven els Països Baixos. Així, el monarca no va trobar cap més solució que enviar un exèrcit per reprimir la rebel·lió. El 22 d'agost de 1567, Fernando Álvarez de Toledo, duc d'Alba, va marxar cap a Brussel·les al capdavant de 10.000 soldats.
Alba va prendre mesures draconiànes i, ben aviat, va establir un tribunal especial (Raad van Beroerten o Tribunal dels Tumults) per jutjar qualsevol persona que s'oposés al rei. Alba es considerava a si mateix com el representant directe del rei Felip als Països Baixos, i sovint ignorava Margarida de Parma, germana del rei, que havia estat nomenada governadora dels Països Baixos. Va utilitzar-la només per atreure alguns dels nobles fugitius, com ara els comtes Egmont i Horne. Aquestes accions van provocar que Margarida dimitís el setembre de 1567. Egmont i Horne van ser arrestats per alta traïció, condemnats i, un any més tard, decapitats al Grand-Place de Brussel·les. Egmont i Horne havien estat nobles catòlics, lleials al rei d'Espanya fins a la seva mort. Tot i això, Alba considerava que havien comès traïció contra el rei per causa de la seva tolerància davant del protestantisme. Les seves execucions, ordenades per un noble espanyol, van provocar ràbia. Més de mil persones van ser executades els mesos següents. Pel gran nombre d'execucions va rebre el malnom de «Tribunal de Sang» i Alba el de «Duc de Ferro». En lloc de pacificar els Països Baixos, la repressió i intolerància van ajudar a avivar la revolta.

### Guillem d'Orange

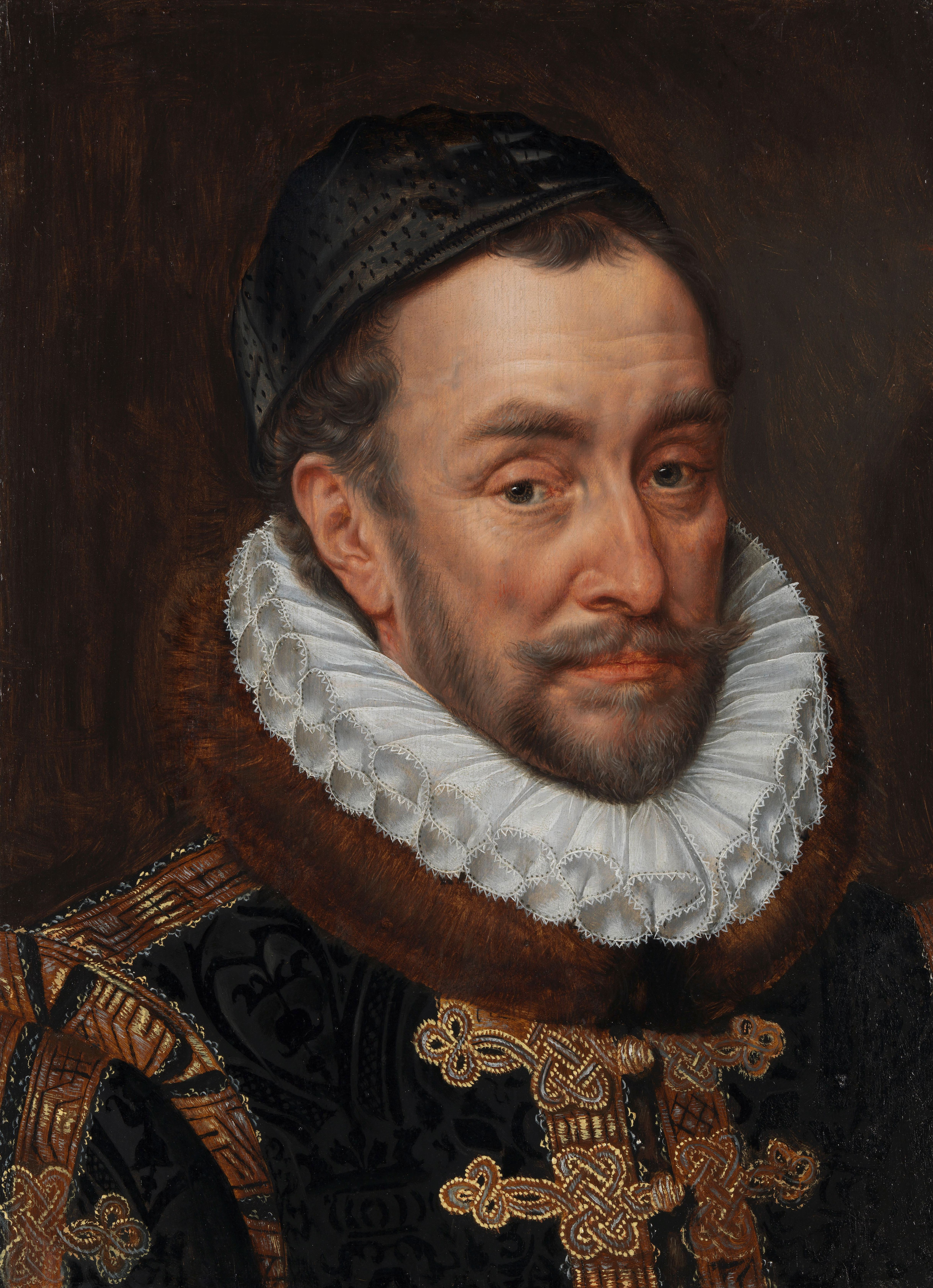
Guillem el Taciturn, Príncep d'Orange, Stadhouder dels Països Baixos espanyols i líder de la revolta neerlandesa.

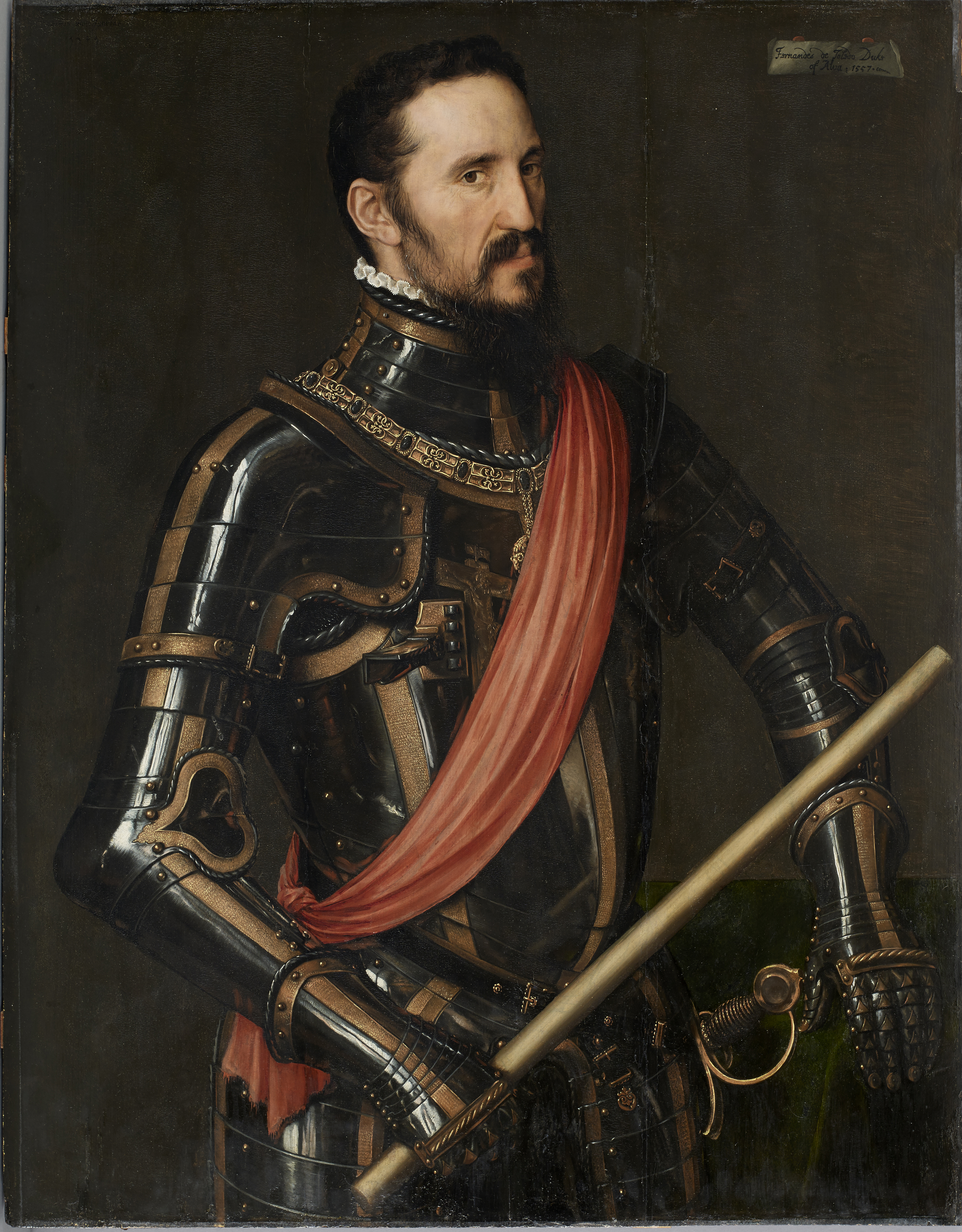
Don Fernando Álvarez de Toledo, Duc d'Alba "El duc de ferro", governador dels Països Baixos espanyols (1567–1573).

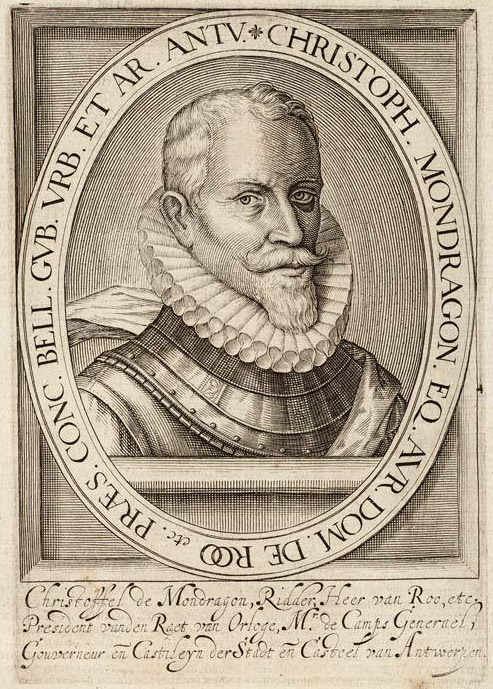
El general espanyol Don Cristóbal de Mondragón.

Guillem I d'Orange-Nassau era el Stadhouder de les províncies d'Holanda, Zelanda i Utrecht, així com el vescomte d'Anvers, a més de ser el noble més influent dels Estats Generals en signar la petició. Després de l'arribada d'Alba, va evitar l'arrest que van patir Egmont i Horne, fugint cap al territori governat per la muller del seu pare, la Comtessa-Electora de Saxònia. Totes les seves terres i títols als Països Baixos, no obstant, van ser cedits al rei espanyol.
El 1568 Guillem va tornar per intentar fer marxar l'impopular Duc d'Alba de Brussel·les. L'objectiu declarat de Guillem era fer marxar ministres impopulars com Alba, acabar amb la revolta i restaurar, així, l'autoritat del rei Felip. Aquesta visió es pot apreciar a l'actual himne dels Països Baixos, el Het Wilhelmus, en el qual, a les darreres tres línies de la primera estrofa, es pot llegir: den koning van Hispanje heb ik altijd geëerd (Sempre he honrat el rei d'Espanya). En pamflets i en les seves cartes a aliats dels Països Baixos, Guillem també se centrava en el dret dels súbdits a renunciar als seus juraments d'obediència si el sobirà no respectava els seus privilegis. Les forces de Guillem van penetrar als Països Baixos des de quatre direccions diferents. Exèrcits capitanejats pels seus germans van penetrar des d'Alemanya, mentre que els hugonots francesos van entrar des del sud. Els espanyols havien guanyat la batalla de Rheindalen, prop de Roermond, el 23 d'abril de 1568, però la batalla de Heiligerlee, lliurada el 23 de maig d'aquell any, és considerada generalment com l'inici de la Guerra dels Vuitanta Anys, que va acabar en victòria de l'exèrcit rebel. La campanya va acabar malament, ja que Guillem es va quedar sense diners i el seu propi exèrcit es va desintegrar, mentre que els seus aliats van ser aniquilats pel Duc d'Alba. Tot i així, Guillem va mantenir la seva popularitat; era el darrer dels grans que podia oferir resistència, a partir d'aleshores va ser vist com el líder de la revolta.
Quan la rebel·lió va tornar a esclatar, el 1572, Guillem va enviar la seva cort de nou als Països Baixos, arribant a Delft (Holanda), ja que les terres ancestrals d'Orange, a Breda, encara estaven ocupades pels espanyols. Delft es va mantenir com la base d'operacions de Guillem fins que aquest va ser assassinat per Balthasar Gérard el 1584.

## Resorgiment (1572–1585)
Espanya es va veure obstaculitzada perquè tenia guerres obertes en múltiples fronts de manera simultània. Els combats contra l'Imperi Otomà al mar Mediterrani va posar límits molt importants al poder militar que hagués pogut desplegar contra els Països Baixos. França, a més, s'oposava a Espanya en qualsevol ocasió que veiés. A més, Anglaterra, principalment els corsaris anglesos, assaltaven els vaixells espanyols a les colònies de l'Atlàntic.
Ja el 1566 Guillem I d'Orange havia demanat als otomans el seu suport. Com que Solimà el Magnífic havia assegurat que se sentia religiosament proper als protestants, («com que no presten culte als ídols, creuen en un sol Déu i lluiten contra el Papa i l'Emperador») va donar suport als neerlandesos, juntament amb els francesos i els anglesos, així com la majoria de protestants i calvinistes, com una manera de contrarrestar els intents dels Habsburg d'assolir la supremacia a Europa.

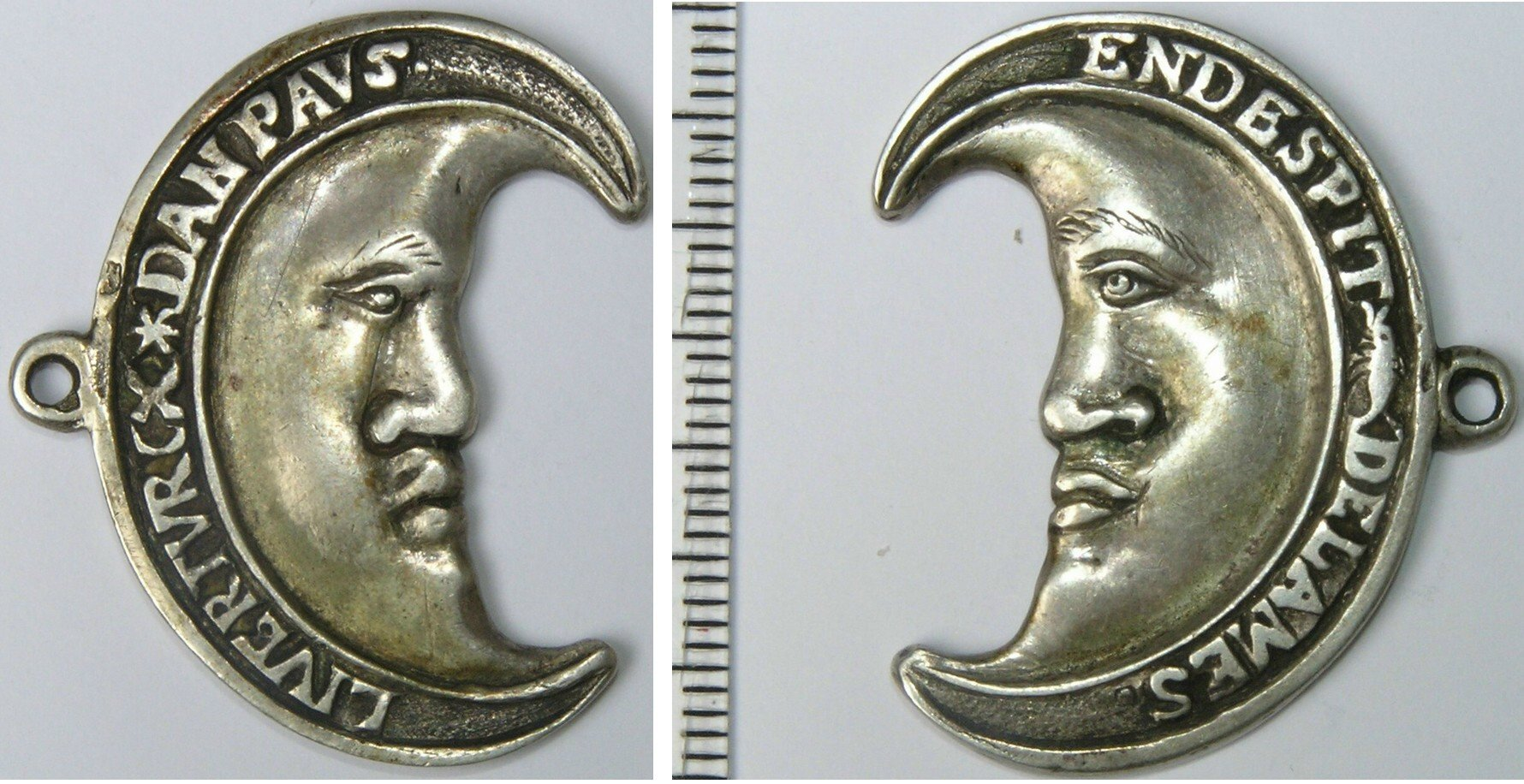
Medalla de Geuzen amb forma de mitja lluna, feta de plata al voltant del 1570, amb la inscripció "Liever Turks dan Paaps" ("Millor turcs que papistes").

Fins i tot així, cap al 1570 els espanyols havien aconseguit reprimir la rebel·lió a la major part dels Països Baixos. No obstant, el març de 1569, en un intent de finançar les seves tropes, Alba va proposar als Estats la introducció de nous impostos, entre ells el «Desè penic», un impost del 1/10 en totes les vendes o cessions de terres. Aquesta proposta va ser rebutjada pels Estats, arribant-se a un acord de compromís. Aleshores, però, el 1571, Alba va decidir insistir amb la col·lecta d'aquesta desena, tot i l'oposició dels Estats. Això va provocar les queixes tant dels catòlics com dels protestants, a més d'augmentar el suport als rebels, sobretot entre els refugiats que havien abandonat el país durant el govern d'Alba.
L'1 de març de 1572, la reina anglesa, Elisabet I, va expulsar els Geuzen, coneguts com a pidolaires del mar, dels ports anglesos, en un intent d'aproximació al rei espanyol. Els geuzen, capitanejats per Lumey, van ocupar la gairebé indefensa ciutat de Brielle, de manera sorprenent, el dia 1 d'abril. A l'assegurar aquesta plaça, els rebels aconseguien posar un peu al continent, i el què era més important, una victòria de prestigi al nord. Aquest fet es va convertir en una senyal per tots els protestants dels Països Baixos perquè es revoltessin de nou.

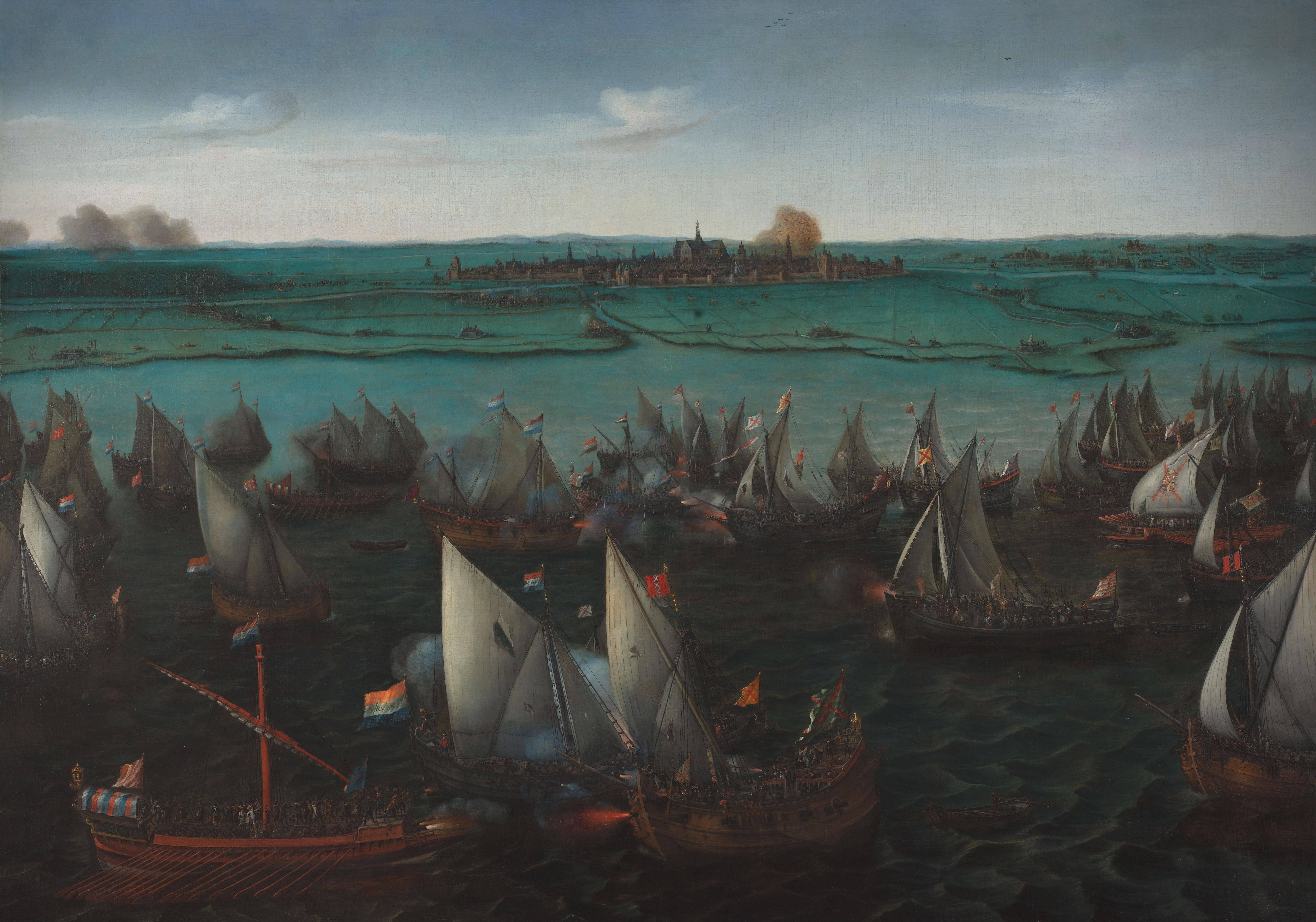
Batalla de Haarlemmermeer (1573), de Hendrick Cornelisz, 1621. Vroom, oli sobre tela

La majoria de les ciutats més importants de les províncies d'Holanda i Zelanda es van declarar lleials als rebels. Les excepcions més notables, no obstant, van ser Amsterdam i Middelburg, que es van mantenir lleials a la causa catòlica fins al 1578. Guillem d'Orange va ser nomenat cap de la revolta. Va ser reconegut com a Governador-General i Stadhouder d'Holanda, Zelanda, Frísia i Utrecht en una reunió celebrada a Dordrecht el juliol de 1572. Es va acordar que el poder seria compartit entre Orange i els Estats. Amb la influència rebel estenent-se ràpidament entre les províncies del nord, la guerra va entrar en una segona fase que seria més decisiva.:=
No obstant, això també va comportar que s'incrementés la discòrdia entre els propis neerlandesos. Per una banda, hi havia una minoria calvinista militant que pretenia seguir lluitant contra el catòlic Felip II, així com convertir tots els ciutadans neerlandesos al calvinisme. Per altra banda, també hi havia una petita minoria catòlica que volia mantenir-se lleial al governador i a la seva administració a Brussel·les. Entre aquests dos blocs, hi havia una majoria de neerlandesos (catòlics) que no tenien una preferència marcada per cap bàndol, però que desitjaven, majoritàriament, la recuperació dels privilegis neerlandesos i l'expulsió dels exèrcits mercenaris espanyols. Guillem d'Orange va ser la figura central que va haver d'unir aquests grups sota una finalitat comuna. Al final, no obstant, es va haver d'acostar més als calvinistes radicals per combatre Espanya. Finalment, ell mateix es convertiria al calvinisme el 1573.

### Pacificació de Gant

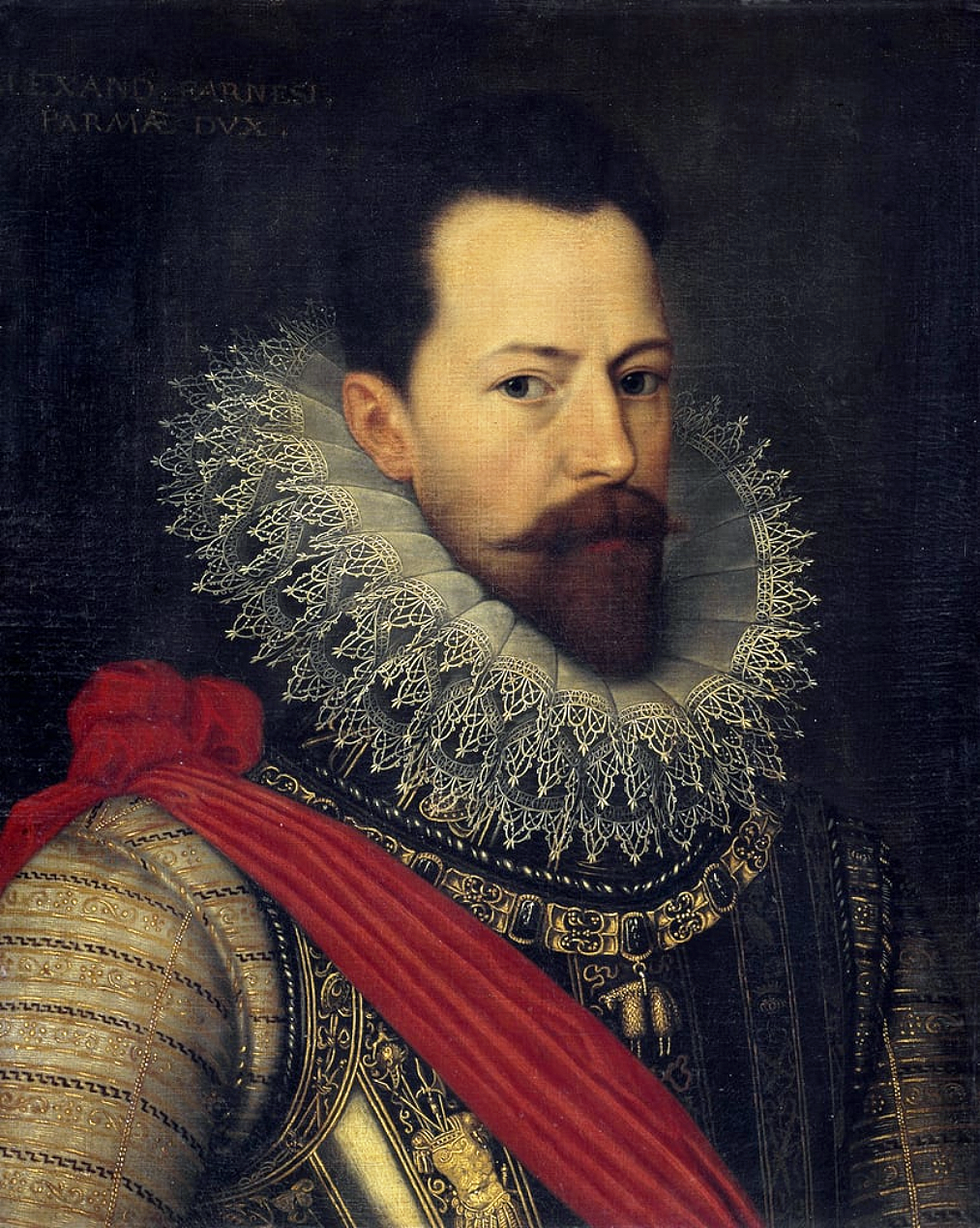
Don Alexandre Farnese, duc de Parma, comandant de l'exèrcit espanyol

Alba es va veure incapaç d'aturar la revolta, motiu pel qual va ser substituït, el 1573, per Lluís de Requesens, que va intentar establir una nova política de moderació. Espanya, no obstant, es va haver de declarar en fallida el 1575. Requesens no havia aconseguit establir una política acceptable tant pel rei espanyol com pels Països Baixos quan va morir, el 1576.
La incapacitat d'Espanya per pagar als seus exèrcits mercenaris va persistir, provocant l'aparició de diversos motins, i el novembre de 1576 algunes tropes van saquejar Anvers, i van provocar la mort d'unes vuit mil persones, principalme. Aquest episodi, que va ser conegut com la «fúria espanyola», va enfortir la resolució dels revels a les disset províncies, que veien que tenien el seu fat a les seves mans.
Així, els Països Baixos van negociar un tractat intern, conegut com la Pacificació de Gant, el 1576, segons el qual les províncies acordaven establir la tolerància religiosa i juraven lluitar conjuntament contra les forces espanyoles amotinades. Per la majoria de les províncies catòliques, la destrucció de les tropes estrangeres amotinades va ser la raó principal per unir-se en revolta oberta, tot i que formalment aquestes províncies encara es mantenien lleials al sobirà espanyol, Felip II. Encara es van produir episodis d'hostilitat religiosa, no obstant, i Espanya, gràcies als metalls preciosos robats al Nou Món, va poder pagar i enviar un exèrcit comandat per Alexandre Farnese, duc de Parma i Piacenza.

### Unions d'Arràs i Utrecht

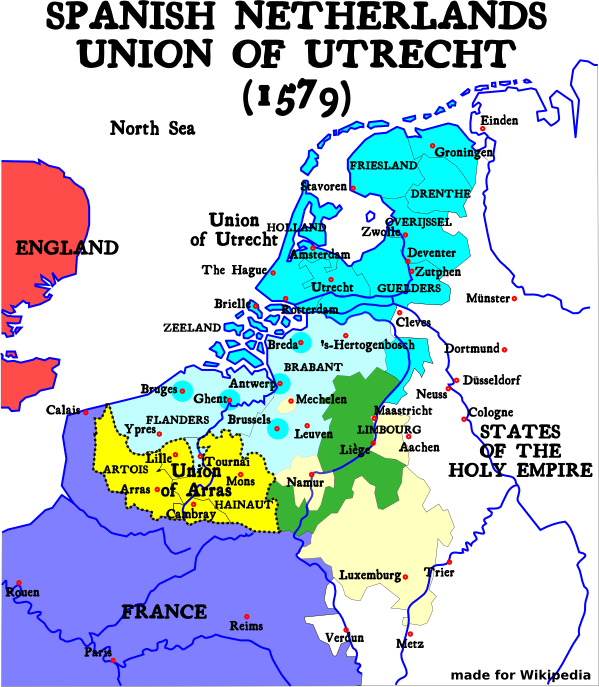
Els Països Baixos el 1579, indicant la Unió d'Utrecht (blau) i la Unió d'Arràs (groc)

El 6 de gener de 1579, impulsats pel nou governador espanyol, Farnese, i enfadats per l'agressivitat del calvinisme, alguns dels estats del sud (el Comtat d'Artois, el Comtat d'Hainaut i l'anomenat com a Flandes való, situat al què ara és França i Valònia), van abandonar l'aliança acordada en el marc de la Pacificació de Gant i van signar la Unió d'Arràs (Atrecht), expressant la seva lleialtat al rei espanyol. Això va significar un final precipitat de l'objectiu de la independència unificada de les disset províncies, sobre la base de la tolerància religiosa, que s'havia acordat només tres anys abans.
En resposta a la Unió d'Arràs, Guillem va unir les províncies d'Holanda, Zelanda, Utrecht, Gueldre i Groningen en la Unió d'Utrecht, el 23 de gener de 1579; Brabant i Flandes s'hi van afegir més tard, el febrer de 1579. En definitiva, les disset províncies quedaven ara dividides entre un grup meridional lleial a la corona espanyola, i un segon grup septentrional revoltat.

### Plakkaat van Verlatingheo Decret d'Abandó
Durant l'Europa del segle xvi, la majoria dels països tenien un rei o un altre noble com a cap d'Estat. Després de repudiar a Felip, els Estats Generals van intentar trobar un substitut adient. La reina d'Anglaterra, la protestant Elisabet I, semblava l'opció més lògica per convertir-se en la protectora dels Països Baixos. Elisabet, no obstant, va considerar que la idea no era digne de ser considerada. La seva intervenció en favor dels hugonots francesos (veure en aquest sentit l'article Tractat de Hampton Court) havia resultat en un error molt costós, i havia decidit no tornar a involucrar-se mai més en afers domèstics de qualsevol dels seus companys monarques. Una intervenció no només provocaria Felip II, sinó que també assentaria un precedent molt perillós. Si ella podia interferir en els assumptes interns d'altres monarques, aquests podrien tornar-li el favor. Elisabet, més tard, ajudaria als rebels neerlandesos en el marc del Tractat de Nonsuch (1585), i com a conseqüència, Felip va ajudar els rebels irlandesos en la Guerra dels Nou Anys.
El 1581 els Estats Generals van convidar Francesc, duc d'Anjou (el germà petit del rei Enric III de França), a convertir-se en el seu líder i sobirà. Anjou va acceptar, amb la condició que els Països Baixos renunciessin oficialment a la seva lleialtat davant Felip. Així, els Estats Generals van emetre el «decret d'abandó», Plakkaat van Verlatinghe, on declaraven que el rei d'Espanya havia abandonat les seves responsabilitats en no defendre el poble dels Països Baixos. Per tant, de facto s'havia destuït el mateix com a sobirà. Anjou va arribar el febrer de 1582. Tot i que fou benvingut en algunes ciutats, va ser rebutjat per Holanda i Zelanda. Bona part de la població desconfiava d'ell per catòlic, i els Estats Generals li van atorgar molt poc poder. El nou sobirà va portar un petit exèrcit francès als Països Baixos, i finalment va decidir prendre el control d'Anvers per la força, el gener de 1583. Aquest intent va fallar estrepitosament, i Anjou va abandonar els Països Baixos.
Aleshores, es va oferir la plena sobirania dels Països Baixos a Elisabet d'Anglaterra, però aquesta va tornar a declinar. Totes les opcions de trobar un monarca estanger havien fracassat, i va ser aleshores que els Estats Generals van decidir governar el país segons un model republicà.

### La caiguda d'Anvers

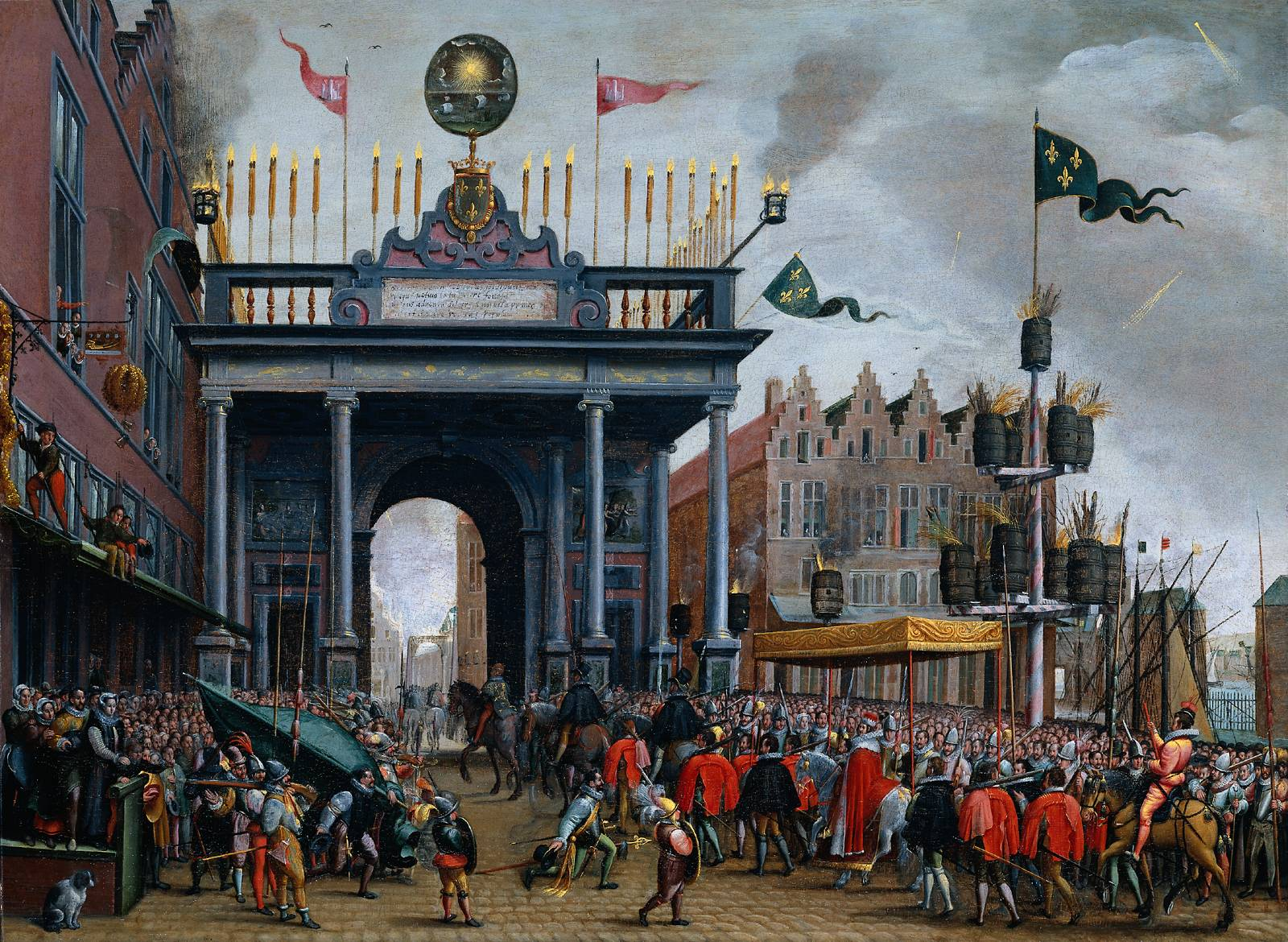
L'entrada joïosa del duc d'Anjou a Anvers, 19 de febrer de 1582, un any abans del seu intent frustrat de prendre la ciutat per la força.

Immediatament després del Decret d'Abandó, Espanya va enviar un nou exèrcit per recapturar les Províncies Unides. Durant els anys següents, el duc de Parma va reconquerir la major part de Flandes i de Brabant, així com bona part de les províncies del nord-est. La religió Catòlica Romana va tornar a ser restaurada en bona part d'aquesta àrea. El 1585, Anvers, que era la ciutat més gran dels Països Baixos de l'època, va ser ocupada pels Espanyols, fet que va provocar que la meitat, aproximadament, dels seus habitants emigressin cap al nord. Entre el 1560 i el 1590, la població d'Anvers va baixar des del voltant de 100.000 habitants fins als prop de 42.000.
Guillem d'Orange, que havia estat declarat fora de la llei per Felip II el març de 1580, va ser assassinat per un seguidor del rei el 10 de juliol de 1584. Va ser succeït com a líder de la rebel·lió pel seu fill, Maurici de Nassau, Príncep d'Orange.
Els Països Baixos estaven partits entre un estat septentrional gairebé independent, i una part meridional que es mantenia sota control espanyol. Com a conseqüència del gairebé ininterromput domini dels separatistes calvinistes, bona part de la població del nord va convertir-se al protestantisme durant les dècades següents. El sud, sota domini espanyol, havia de mantenir el catolicisme; la majoria dels seus protestants van emigrar al nord. Espanya va mantenir una important presència militar al sud, que podia utilitzar-se en cas de necessitat contra França.

## Independènciade factodel nord (1585–1609)

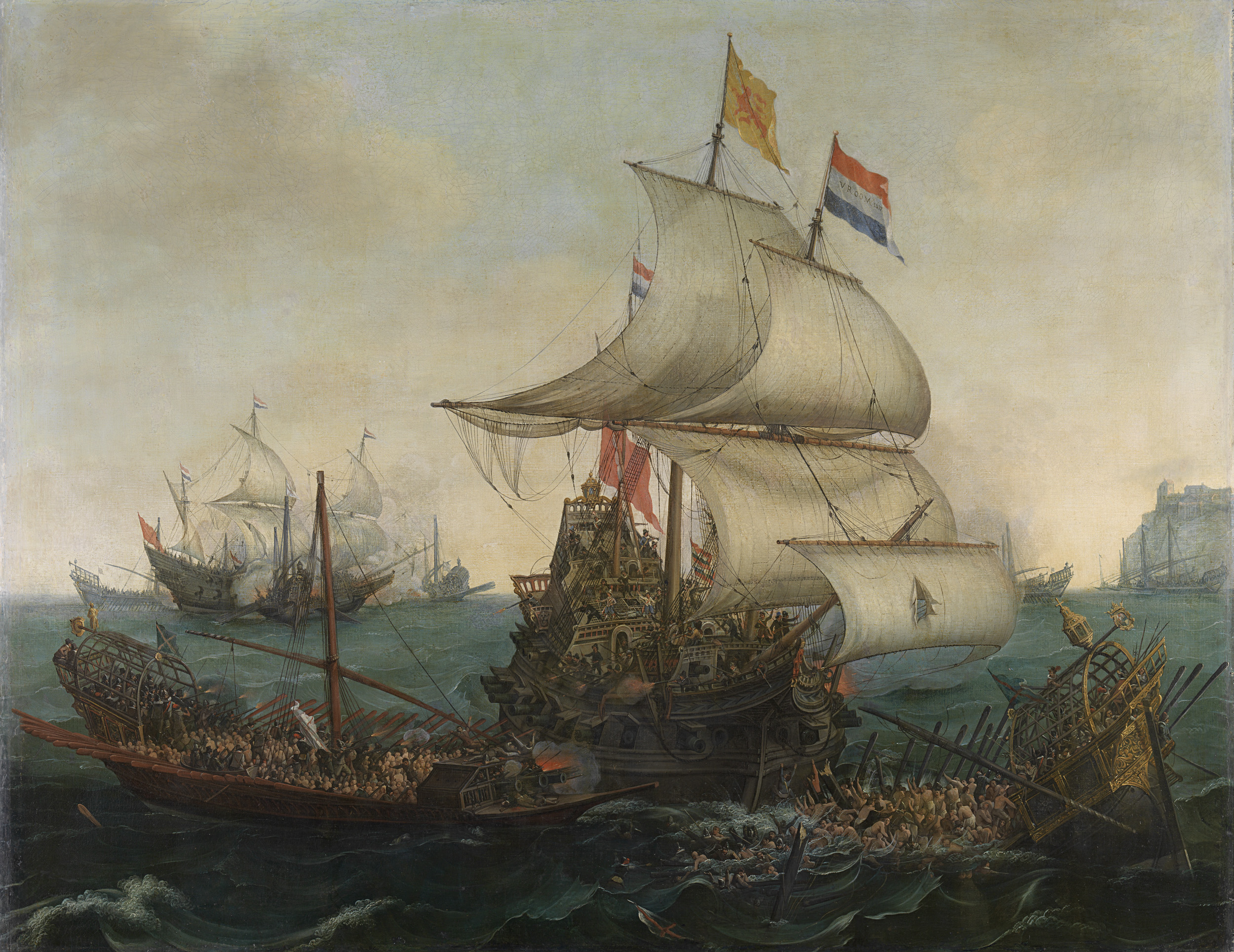
Vaixells neerlandesos abordant galeres espanyoles a la batalla dels mars estrets, octubre de 1602

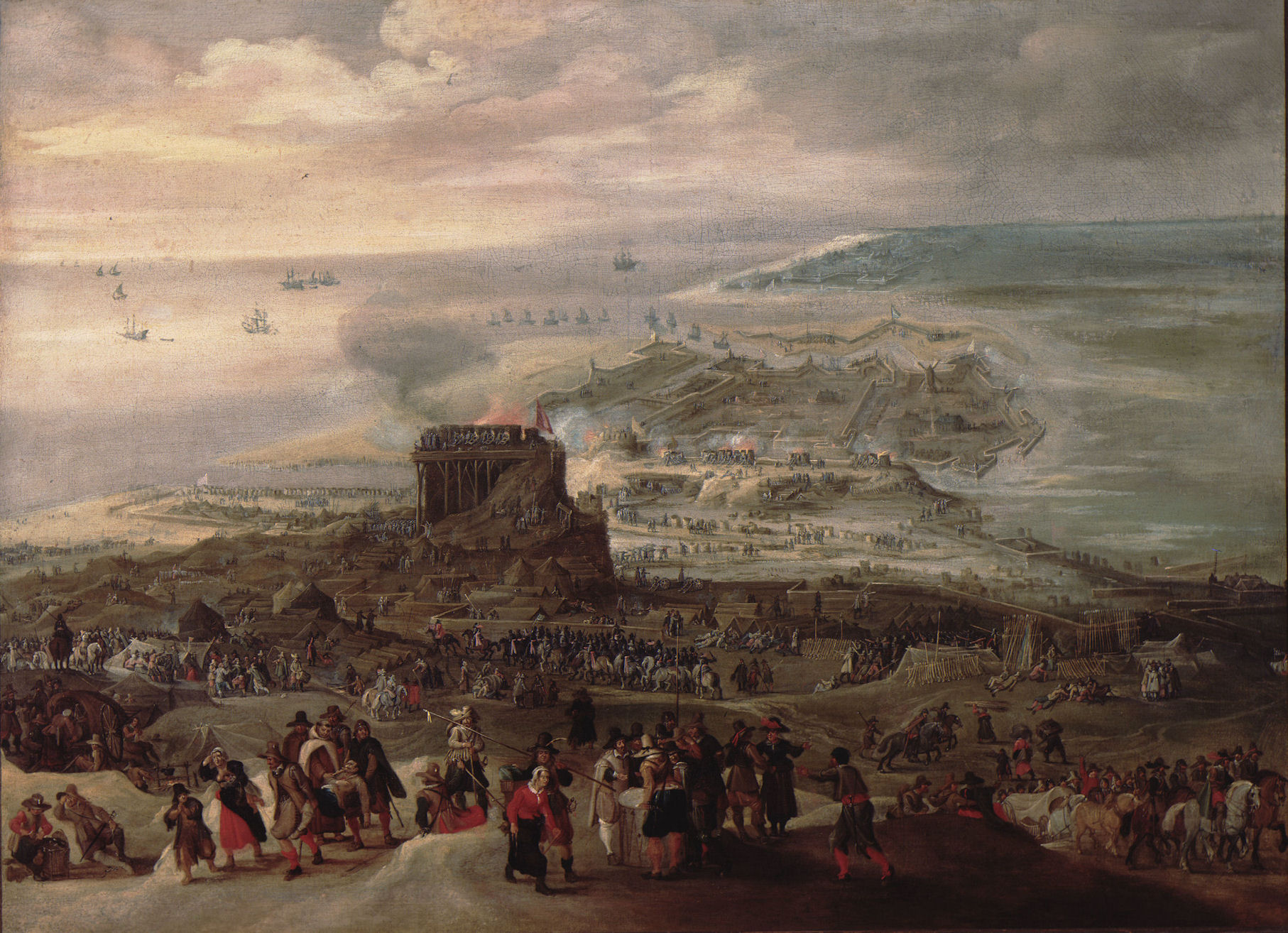
Setge d'Oostende (1601–1604). La ruina i devastació del setge va desencadenar les negociacions que conduirïen a la Pau dels dotze anys (1609–1621) entre Espanya i les Províncies Unides.

Amb la guerra anant per mal camí, les Províncies Unides van buscar l'ajuda dels regnes de França i Anglaterra i, entre el febrer i el maig de 1585, fins i tot van oferir a cada monarca la sobirania dels Països Baixos; no obstant, tots dos països ho van refusar.
Mentre Anglaterra havia donat suport, de manera no oficial, als Països Baixos durant anys, la reina Elisabet no havia donat suport directe als neerlandesos perquè tenia por que això provocaria una guerra oberta amb Espanya. Tot i així, l'any anterior, la Santa Lliga francesa havia signat un tractat amb Espanya per destruir els protestants del seu país. Preocupada pel fet que França caigués sota control dels Habsburg, Elisabet va decidir actuar. El 1585, segons el Tractat de Nonsuch, Elisabet I va enviar l'earl de Leicester per prendre el poder, com a lord-regent, amb entre 5.000 i 6.000 soldats, inclosos 1.000 de cavalleria. L'earl de Leicester va demostrar ser un mal comandant, a més de no entendre els acords comercials sensibles que hi havia entre els regents neerlandesos i els espanyols. A més, en alinear-se Leicester amb els calvinistes radicals, va guanyar-se la desconfiança dels catòlics i els moderats. Leicester també va xocar amb molts patricis neerlandesos quan va intentar enfortir el seu propi poder, en detriment dels Estats Provincials. En un any, havia perdut tot el suport públic. Leicester va tornar a Anglaterra, moment en què els Estats Generals, incapaços de trobar un regent adequat, van nomenar a Maurici d'Orange (fill de Guillem), amb només vint anys, com a nou Capità general de l'exèrcit neerlandès, el 1587. El 7 de setembre de 1589, Felip II va ordenar al duc de Parma que desplacés totes les forces disponibles cap al sud, amb l'objectiu d'evitar que Enric de Navarra es convertís en rei de França. Per Espanya, els Països Baixos s'havien convertit en un entremès, en comparació amb les guerres de religió franceses.
Les fronteres dels Països Baixos actuals van ser definides, en gran manera, a partir de les campanyes dutes a terme per Maurici d'Orange. L'èxit neerlandès no es va basar només en l'habilitat del nou comandant en cap, sinó també pels problemes financers que va patir Espanya a conseqüència de la pèrdua de la coneguda com Armada Invencible, el 1588, i la necessitat de recuperar una flota necessària per tornar a tenir el control del mar, després del subseqüent contraatac anglès. Una de les característiques més destacades d'aquesta guerra era l'elevat nombre de motins que protagonitzaven els soldats espanyols, principalment pel retard en el pagament dels sous. Al període comprès entre els anys 1570 i 1607, han estat documentats un mínim de quaranta motins. El 1595, quan Enric IV va declarar la guerra a Espanya, el govern espanyol va tornar a declarar-se en bancarrota. Tot i així, al recuperar el control del mar, Espanya va ser capaç d'augmentar notablement el seu subministrament d'or i plata provinent de les Amèriques, fet que li va permetre incrementar la pressió militar sobre Anglaterra i França.

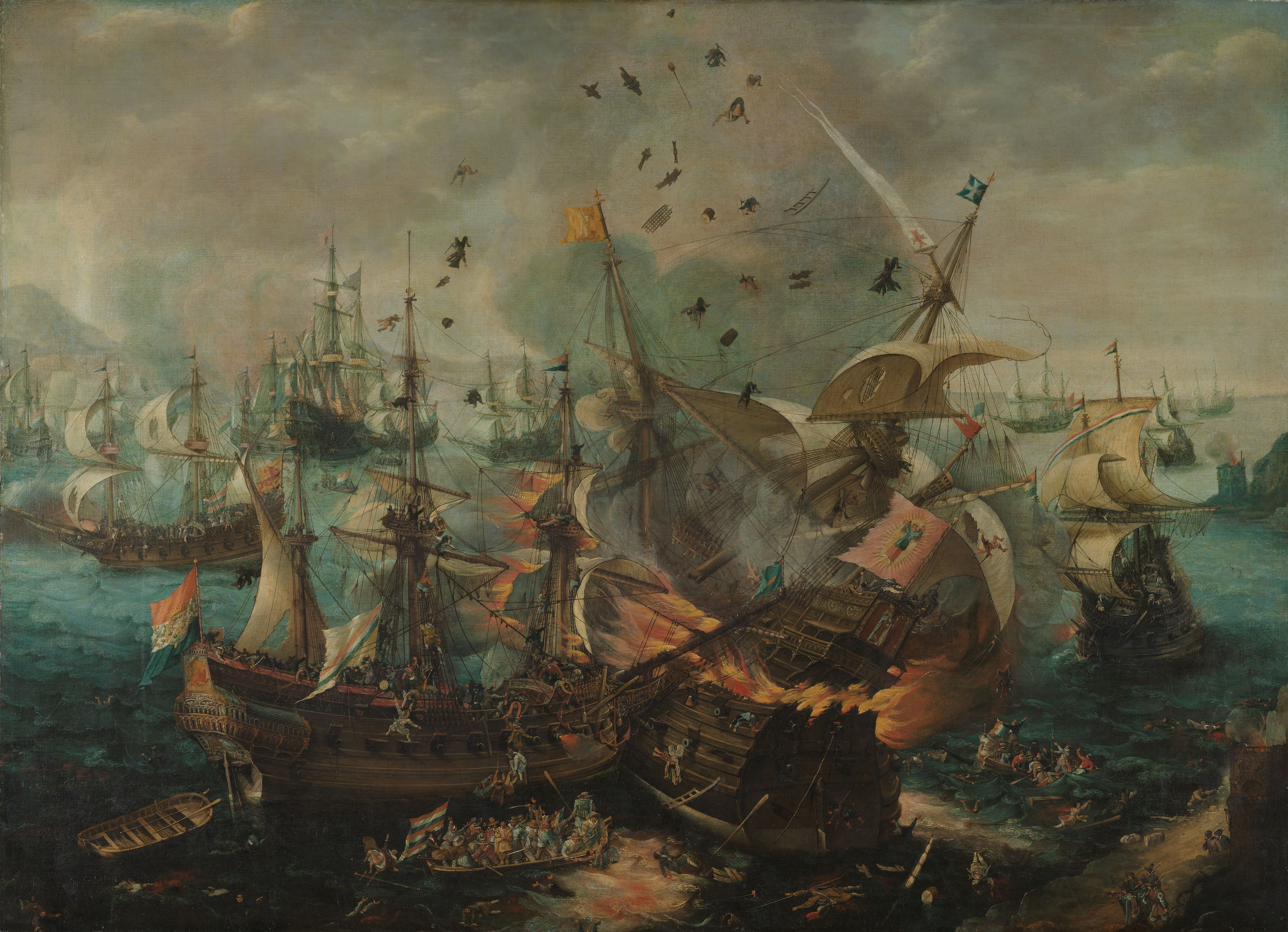
1607: En la batalla de Gibraltar, la recentment expandida flota neerlandesa es va enfrontar a l'armada espanyola.

Sota pressió financera i militar, el 1598 Felip va cedir el tron dels Països Baixos a la seva filla gran, Isabel, i al seu marit (i també nebot de Felip) Albert, tot just conclòs el Tractat de Vervins signat amb França. Els nous monarques van mostrar-se com uns líders molt competents. En aquell moment, Maurici es trobava ocupat conquerint ciutats importants dels Països Baixos. Començant per la fortalesa important de Bergen op Zoom (1588), Maurici va conquerir Breda (1590), Zutphen, Deventer, Delfzijl i Nimega (1591), Steenwijk, Coevorden (1592) Geertruidenberg (1593) Groningen (1594) Grol, Enschede, Ootmarsum, Oldenzaal (1597), Rheinberg (1601) i Grave (1602). Com que aquesta campanya estava restringida a les zones frontereres dels Països Baixos actuals, el centre del país es va mantenir en pau, permetent que es desenvolupés el què es coneix com a Edat d'Or dels Països Baixos.

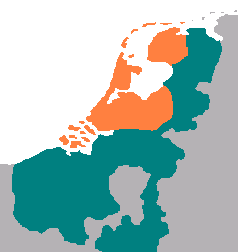
Territori de les Províncies Unides cap al 1590 (en taronja), en el punt més alt de la reconquesta espanyola dirigida pel duc de Parma (Turquesa).

En aquest punt, es va fer evident que el control espanyol de les províncies meridionals dels Països Baixos era molt potent. Tot i així, el control de Zelanda volia dir que els Països Baixos del nord podien controlar i tancar al tràfic l'estuari de l'Escalda, l'entrada al mar del port d'Anvers. El port d'Amsterdam es va beneficiar enormament del bloqueig del port d'Anvers, fins al punt que els mercaders del nord van començar a discutir l'interès real que tenia reconquerir el sud. El 1600, no obstant, i en contra del consell de Maurici, es va iniciar una campanya per ocupar la regió costanera del sud. Encara que es presentava aquesta acció com un acte d'alliberament dels Països Baixos meridionals, la campanya sorgia de l'interès per eliminar l'amenaça que suposava pel comerç neerlandès l'aparició dels dunkerquesos, que rebien el suport espanyol. Espanya va itnentar enfortir la seva posició a la costa, fet que va provocar la batalla de Nieuwpoort.
Tot i que l'exèrcit dels Estats Generals va guanyar molt reconeixement, tant per ell com pel seu comandant, al derrotar sorprenentment l'exèrcit espanyol en una batalla campal, Maurici va aturar l'avenç a Dunkerque i va retornar a les províncies septentrionals. Maurici mai va perdonar als regents, liderats per van Oldenbarneveld, per haver-lo enviat en aquella missió. En aquell punt, la separació dels Països Baixos en dos estats diferents semblava gairebé inevitable. Com a conseqüència de la incapacitat d'eliminar el perill pel comerç que suposaven els dunkerquesos, els Estats van decidir construir la seva pròpia flota per protegir el comerç marítim, que va créixer exponencialment amb la creació de la Companyia Neerlandesa de les Índies Orientals, el 1602. Les enfortides flotes neerlandeses demostrarien ser una força formidable, desvallestant les ambicions navals espanyoles a partir d'aquell moment.

## Treva dels dotze anys (1609–1621)

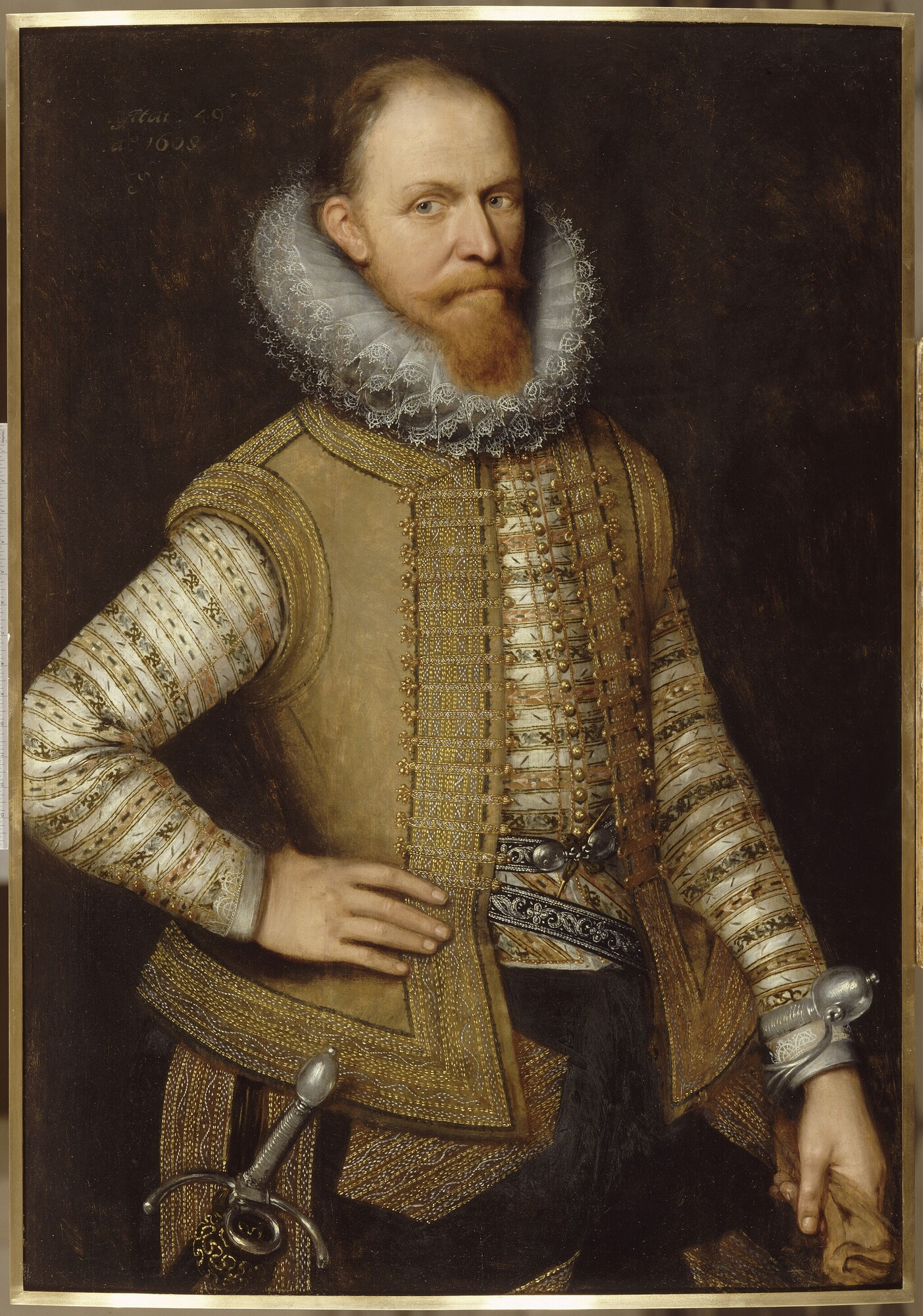
Maurici de Nassau va ser el Príncep d'Orange sobirà a partir del, quan va morir el seu germà gran, Felip-Guillem d'Orange.

El 1609, les Províncies Unides i els estats controlats per Espanya del sud van entrar en un alto el foc, que més tard es coneixeria com la Treva dels dotze anys, iniciada per mediació de França i Anglaterra a La Haia. Durant aquesta pau els neerlandesos van fer molts esforços per construir la seva flota, que més tard resultaria crucial en el curs de la guerra.
Durant aquesta treva, van emergir dues faccions al camp neerlandès, amb visions polítiques i religioses divergents. Per una banda, hi havia els arminians, que tenien com a seguidors més destacats Johan van Oldenbarnevelt i Hugo Grotius. Aquests tenien tendència a ser comerciants força rics, que acceptaven una interpretació menys estricta de la Bíblia que els calvinistes clàssics. Als arminians s'hi oposaven els més radicals gomaristes, els quals havien proclamat obertament la seva lleialtat al príncep Maurici el 1610. El 1617 el conflicte es va anar aguditzant quan els republicans van presentar la "dura resolució", permetent a les ciutats prendre mesures contra els gomaristes. El príncep Maurici va acusar van Oldenbarnevelt de traïció, el va fer arrestar i, el 1619, executar. Hugo Grotius va fugir del país després d'escapar-se del seu empresonament al castell de Loevestein.

## Etapes finals (1621–1648)

### La guerra recomença

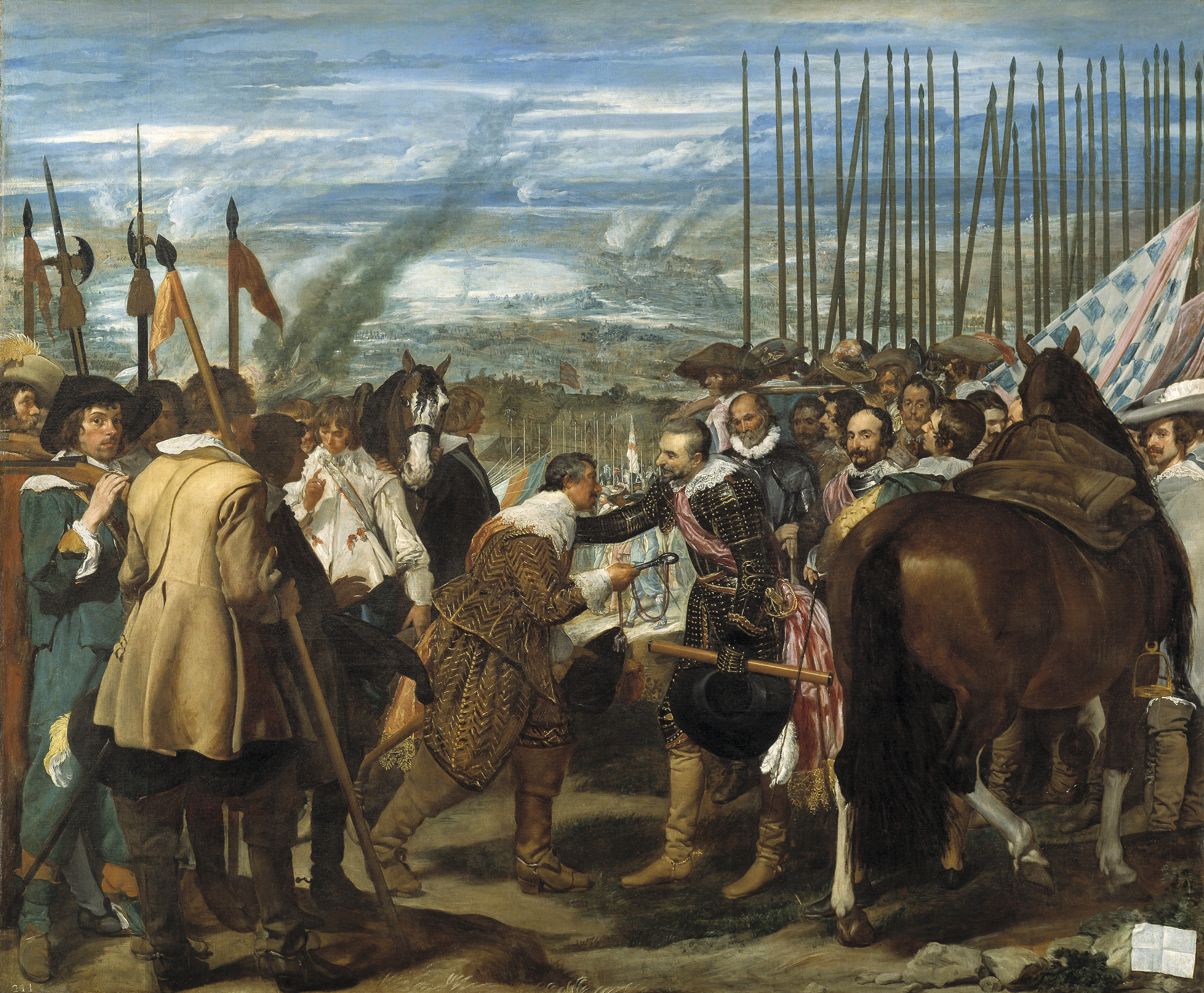
1625: La rendició de Breda, de Diego Velázquez, representant als comandants neerlandesos fent una genuflexió al comandant espanyol Ambrogio Spinola

Durant la treva, es van realitzar diverses negociacions per aconseguir una pau permanent. No obstant, hi havia dues qüestions que no es van poder resoldre. En primer lloc, els espanyols demanaven l'existència de llibertat religiosa pels catòlics que vivien als Països Baixos septentrionals, mesura que va ser contrarrestada per la petició dels neerlandesos de la mateixa llibertat religiosa per als protestants del sud. En segon lloc, hi havia un creixent desacord amb relació a les rutes comercials a les diferents colònies (a l'Extrem Orient i les Amèriques). Els espanyols van fer un darrer intent per reconquerir el nord, i els neerlandesos van utilitzar la seva flota per allargar les seves rutes comercials, en detriment d'Espanya (els neerlandesos, principalment, es van concentrar en capturar les possessions de Felip com a rei de Portugal, el qual no havia firmat la pau en la guerra neerlandoportuguesa). La guerra, doncs, va recomençar i, aquest cop, de manera crucial, barrejant-se amb la més ample Guerra dels Trenta Anys.
El 1622, els neerlandesos van aconseguir repel·lir un atac espanyol a l'important ciutat fortificada de Bergen op Zoom. Tot i així, el 1625 Maurici va morir mentre els espanyols assetjaven la ciutat de Breda. Ignorant les ordres que li havien fet arribar, el comandant espanyol, Ambrogio Spinola va aconseguir conquerir la ciutat. La guerra, però, estava ara més enfocada cap al comerç, principalment en el conflicte entre els neerlandesos i els dunkerquesos, però també en els atacs que la nova flota realitzava contra els convois espanyol, i per sobre de tot, la mida dels enclavaments comercials portuguesos, defensats per pocs homes, escampats per bona part del món. Un mig germà de Maurici, Frederic Enric, va succeir-li a la direcció de l'exèrcit. Frederic Enric va conquerir la molt estratègica ciutat fortificada de 's-Hertogenbosch el 1629. La ciutat més gran de la part septentrional de Brabant, era considerada com impossible de conquerir per força. La seva pèrdua va suposar un important revés pels interessos espanyols.
El 1632, Frederic Enric va capturar Venlo, Roermond i Maastricht en el transcurs de la seva famosa «Marxa pel Mosa», en un moviment en pinça que preparava els neerlandesos per conquerir les principals ciutats de Flandes. Tot i així, tots els intents posteriors per atacar Anvers i Brussel·les van fracassar. Els neerlandesos estaven disgustats per la manca de suport que rebien per part de la població flamenca. Aquest fet es debia, principalment, per l'episodi de pillatge de Tienen, així com pel fet que les noves generacions que havien crescut a Flandes i Brabant s'havien reconvertit al catolicisme, i en aquell moment desconfiaven dels neerlandesos calvinistes més que no pas dels odiats ocupants espanyols.

### Teatre colonial

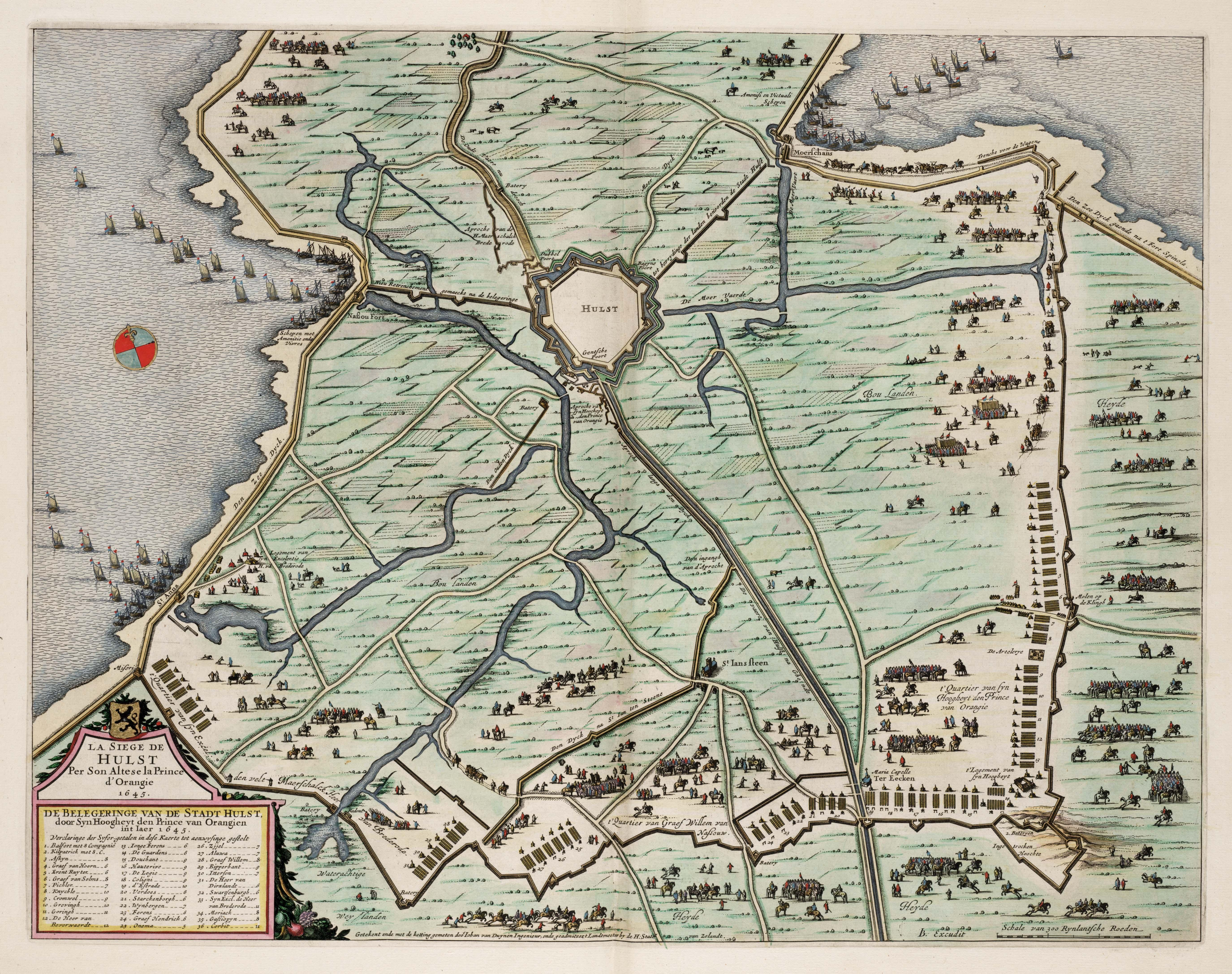
1645: El setge de Hulst, el darrer setge rellevant de la guerra

Com més països europeus començaven a construir els seus imperis, la guerra entre aquests també es lluitava a les colònies. Els combats per les colònies més rendibles es podien produir en llocs tant llunyans com Macau, les Índies Orientals, Ceilan, Formosa (Taiwan), les Filipines, Brasil, entre d'altres. El més destacat d'aquests conflictes va ser el què es coneixeria més tard com la Guerra neerlandoportuguesa. Els Països Baixos van desenvolupar un imperi comercial per tot el món, utilitzant el seu domini marítim com el seu gran avantatge. La Companyia Neerlandesa de les Índies Orientals es va fundar per administrar tot el comerç del país cap a l'est, mentre que la Companyia Holandesa de les Índies Occidentals era la seva contrapart a l'oest.
En les colònies occidentals, els Estats Generals principalment es van restringir a donar suport als corsaris i capitants que navegaven el Carib per buidar els cofres espanyols i omplir els seus. L'assalt més exitós que es va realitzar d'aquest estil va ser la captura de bona part de la flota del tresor espanyola per part de Piet Hein, el 1628, permetent a Frederic Enric finançar el setge de 's-Hertogenbosch, i provocant que Espanya tingués seriosos problemes per pagar a la tropa. No obstant, també es van fer intents per conquerir colònies o fundar-ne de noves al Brasil, Amèrica del Nord i Àfrica. Moltes d'aquestes només serien exitoses breument o parcialment. A l'est, les activitats neerlandeses van permetre la conquesta de moltes colònies comercials profitoses, ajudant destacadament a l'arribada de l'Edat d'Or neerlandesa.

### Historiografia
- Marnef, Guido. "Belgian and Dutch Post-war Historiography on the Protestant and Catholic Reformation in the Netherlands," Archiv für Reformationsgeschichte (2009) Vol. 100, pp 271–292.